# María Elisa Villalpando Canchola
María Elisa Villalpando Canchola (Santa Rosalía, Baja California Sur, 11 de mayo de 1954) es una arqueóloga mexicana, responsable del Proyecto Institucional Trincheras, que es reconocido por sus aportaciones al estudio del pasado prehispánico del norte de México. Recibió el Premio Victor R. Stoner  en 2009, otorgado por la Sociedad Histórica y Arqueológica de Arizona, así como la Medalla Adalberto Gutiérrez en 2013, otorgada por la Universidad de Sonora en reconocimiento al mérito cultural transfronterizo.

## Trayectoria
Se trasladó a la Ciudad de México para cursar el bachillerato en la Preparatoria n.º 6 “Antonio Caso” en Coyoacán de 1969 a 1971 y al término ingresó por un semestre en 1972 a la Escuela Nacional de Antropología e Historia. Se retiró de la ENAH para trabajar como codificadora en el recién creado Centro de Procesamiento de Información de la SEP Dr. Arturo Rosenbleuth para la emisión de los primeros certificados electrónicos de educación básica.
Regresó a la Escuela Nacional de Antropología e Historia en 1974, para concluir la Licenciatura de Arqueología en 1978, obteniendo el grado en 1984 con la tesis Correlación arqueológico-etnográfica en Isla San Esteban, Sonora, México, publicada en 1990 en el número 8 de la serie Noroeste de México del Centro Regional Sonora-INAH, Hermosillo, Sonora, con el título Los que viven en las montañas. Correlación arqueológico-etnográfica en Isla San Esteban, Sonora, México.
De 1988 a 1991 cursó el doctorado en historia en el Centro de Estudios Históricos de El Colegio de México, investigando sobre la configuración espacial del noroeste novohispano, bajo la dirección de Bernardo García Martínez.
Reside en Sonora desde mayo de 1979, año en el que se integró al Centro Regional del Noroeste, hoy Centro INAH Sonora, donde es investigadora titular y coordinadora actual de la Sección de Arqueología.
Villalpando estudia grupos prehispánicos de las costas y desierto de Sonora, llevando a cabo las primeras investigaciones arqueológicas sobre las islas del Golfo de California, los primeros agricultores del desierto y las comunidades de los cerros y valles del noroeste de Sonora. Ha investigado sobre las transformaciones de las comunidades indígenas y el paisaje del Septentrión Novohispano con la introducción del modelo colonial del sistema de misiones.
Sobre estos temas y sobre la protección y gestión del patrimonio cultural ha organizado simposios, presentado varias decenas de ponencias y publicado en editoriales nacionales e internacionales más de 30 artículos de autoría, alrededor de 50 artículos y capítulos en coautoría y ha sido coeditora de tres libros colectivos impresos y un libro digital, resultado de reuniones internacionales sobre la arqueología del noroeste/suroeste.
Dirigió proyectos arqueológicos e históricos en Sonora desde los años ochenta, varios de ellos con financiamientos internacionales (National Geographic, National Science Foundation) en codirección con Randall McGuire de la Universidad de Binghamton en el estado de Nueva York, como el proyecto de reconocimiento arqueológico del Valle de Altar, con el registro de más de 90 sitios de diversas temporalidades (desde los grupos nómadas del Arcaico hasta asentamientos coloniales), el mapeo y recolección de superficie del Cerro de Trincheras, las excavaciones de terrazas, estructuras arquitectónicas habitacionales y rituales de este centro regional y la evaluación del carácter defensivo de dos cerros con terrazas en el Valle de Altar.
Desde 1997 a la fecha, es codirectora del Proyecto La Playa con John P. Carpenter (INAH Sonora) y James T. Watson, bioarqueólogo subdirector actual de Arizona State Museum y profesor de la Escuela de Antropología de la Universidad de Arizona, proyecto que tiene entre sus objetivos comprender la dinámica de ocupación humana de lo que fue un área privilegiada del Desierto de Sonora en tiempos prehispánicos, la exploración y conservación de hallazgos arqueológicos y osteológicos en la única zona arqueológica con declaratoria federal de Sonora, donde se han encontrado evidencias muy significativas sobre el cultivo del maíz y los grupos humanos que lo llevaron a cabo, sus características físicas, prácticas funerarias, adornos personales y tecnología lítica.
Desde los años 80 es responsable del Proyecto Institucional Trincheras con financiamiento del Instituto Nacional de Antropología e Historia, con énfasis en el conocimiento del tratamiento funerario de las comunidades agricultoras de tradición Trincheras durante los siglos catorce y quince de nuestra era. Es también codirectora con Randall McGuire del Proyecto Movilidad, Conectividad y Etnogénesis en la tradición Trincheras, con excavaciones arqueológicas en tres aldeas prehispánicas del Valle de Altar.
De 2007 a 2014 estuvo a cargo del proceso de apertura para la visita pública de la zona arqueológica Cerro de Trincheras, desarrollando en 2015 el Plan de Desarrollo y Operación de la zona con la Dirección de Operación de Sitios. Estuvo a cargo del guion científico del Recorrido Introductorio y de diversas exposiciones montadas en el espacio museográfico del Centro de Visitantes de la Zona Arqueológica Cerro de Trincheras.  Realiza actividades de acercamiento con la comunidad de Trincheras, trabajando de manera conjunta en la divulgación de su patrimonio arqueológico en colaboración con niños y jóvenes de la localidad, para quienes ha editado publicaciones e implementado talleres y exposiciones.

## Contribuciones
- Fue parte del Consejo de Arqueología como representante de los centros INAH del norte de México de 2002 a 2005, de 2013 a 2016 como suplente de la presidencia y actualmente como evaluadora externa.[18]
- Es miembro de la Sociedad Mexicana de Antropología y de la Sociedad de Arqueología Americana (Society for American Archaeology SAA) donde formó parte de Comitee for the Americas de 2006 a 2008 y de 2011 a 2012 del Comité para la Conferencia Intercontinental de la SAA en Panamá, representando a México.
- Fue revisora y miembro del Editorial Advisory Board de la revista Kiva (The Journal of Southwestern Anthropology and History de Arizona Archaeological and Historical Society, con sede en Tucson, Arizona E.U.) de agosto de 1996 a marzo de 2011 y de 2020 a la fecha.[19]
- Forma parte del comité editorial de Arqueología, Revista de la Coordinación Nacional de Arqueología del Instituto Nacional de Antropología e Historia, de diciembre de 1996 a la fecha. Es integrante del consejo de asesores de Arqueología Mexicana de 2015 a la fecha.
- Dirigió la revista Noroeste de México del Centro INAH Sonora de 1992 a 1997 y desde 2018 forma parte del Comité Editorial de Noroeste de México (nueva época).
- Participó en 2017 y 2018 en el comité asesor “El pasado es de todos”, dentro de la Estrategia Institucional sobre Accesibilidad e Inclusión de Personas con Discapacidad a Zonas Arqueológicas y actualmente colabora con la Coordinación Nacional de Desarrollo Institucional del INAH moderando el ciclo 2022 de conferencias sobre el tema.[20]
- Ha sido profesora de asignatura de la Licenciatura de Historia y Antropología de la Universidad de Sonora de 1997 a 2001 y en 2017, impartiendo cursos sobre las sociedades prehispánicas y coloniales de Sonora.
- Ha dirigido y asesorado tesis de licenciatura en arqueología para la ENAH, así como de posgrado en antropología para la Universidad de Nuevo México en Albuquerque, la Universidad de Arizona y la Universidad de Binghamton.
- Es fundadora desde 2018 del Colectivo MujerINAH, integrado a partir de 2020 por trabajadoras de todas las áreas del Centro INAH Sonora y del Museo Regional de Sonora, para visibilizar en los espacios museográficos del INAH las desigualdades de género y la violencia en contra de las mujeres, participando en Museos Violeta del Observatorio Raquel Padilla Ramos.

## Premios y reconocimientos
Ha sido acreedora en 2009 al reconocimiento Victor R. Stonner Award otorgado por Arizona Archaeological Historical Society, y en 2013 a la Medalla Adalberto Gutiérrez otorgada por la Universidad de Sonora y universidades internacionales, en reconocimiento al mérito cultural transfronterizo  por su labor en la divulgación del conocimiento arqueológico del Noroeste de México en ambos lados de la frontera entre México y Estados Unidos.